# Aplysina procumbens
Aplysina procumbens är en svampdjursart som beskrevs av Lendenfeld 1889. Aplysina procumbens ingår i släktet Aplysina och familjen Aplysinidae.
Artens utbredningsområde är havet kring Nya Zeeland. Inga underarter finns listade i Catalogue of Life.